# 朱慈烺
朱 慈烺（しゅ じろう、崇禎2年2月4日（1629年2月26日） - 崇禎17年（1644年）?）は、明末の皇太子。明の最後の皇帝である崇禎帝の長男で、生母は周皇后。

## 生涯
崇禎2年2月4日（1629年2月26日）に生まれ、崇禎3年（1630年）に皇太子になった。崇禎17年（1644年）に李自成の反乱で北京が陥落すると、父の崇禎帝は自殺し、朱慈烺は明の将軍である呉三桂のもとに逃れた。呉三桂は朱慈烺を新たな皇帝に擁立しようとし、義興という元号まで用意したが、間もなく病死したという。享年16。
後に南明において献愍太子・悼皇帝と諡された。

## 偽皇太子2人の同時出現あるいは病死説への疑義

### 南明（南京）
弘光元年（1645年）2月、南京政権（南明）で内部権力闘争が絶えなかった頃、一人の少年が南京へ入城した。少年は宮廷のことを熟知しており、太子朱慈烺を自称し、皇位継承権を公言していた。弘光帝たちは激怒し、「この悪少年は延慶長公主（隆慶帝の六女）の孫の王之明である」と断定したが、少年は頑として認めず、「私は明之王である」と言い返した。裁判官は拷問も辞さないつもりであったが、少年は法廷で皇天上帝と太祖高皇帝のことを呼んで泣き喚き、詳細を聞き出すことができず、取り調べはやむなく一時停止された。弘光帝は「王之明は監獄に戻せ。虐待してはならない。国事が落ち着いたらすぐ、公開裁判ののち、公開処刑とする」と告げた。
この一件は、政権内部に大混乱を引き起こした。南京の多くの市民は、弘光帝が傍系から即位したため真正の太子を憎悪していると思い、少年を信じた。将軍の左良玉は、太子救出を名目として反乱を起こした。少年は投獄されたが、数カ月後に暴徒の助けで監獄から脱走し、まもなく清軍が捕虜にした。清の豫親王ドド（摂政王ドルゴンの同母弟）は少年が太子だとして公表し、弘光帝を処断した。順治3年（南明の隆武2年）5月19日（1646年7月1日）、少年は弘光帝と共に処刑された。

### 清（北京）
順治元年（1644年）冬、朱慈烺が病死したとされる後、一人の少年が周奎（周皇后の父）の家に突然現れた。少年は太子朱慈烺を自称し、北京の混乱の際に変装して逃亡したとも称した。太子の妹の長平公主（周奎の家で療養中だった）は、少年を見るや否や号泣した。数日後、周奎は周家に累が及ぶことを恐れ、少年に書生の劉氏を称するよう説得した。少年はこれを承知せず機嫌を損ね、周奎の家族と喧嘩になりかかったところを巡捕に引き止められた。大勢の北京市民がその様子を取り巻いて目撃しており、少年は本物の太子だと叫んだ。
その後、周奎と家族は法廷で証言し、少年と旧知であることを否認した。一方、多数の侍従と宦官が出廷して太子か否かの確認のため証言し、裁判官の銭鳳覧は少年を本物の太子と判断した。しかし謝昇・朱審烜や他数人の証人は、少年を詐欺師と断定した。摂政王ドルゴンは「少年が本物か偽物かにかかわらず、法廷で銭鳳覧が明の晋王（朱審烜）を罵倒したこと、他の証人らが長官の謝昇を呪い続けたことは、許されない」とし、ドルゴンの命で、すぐさま12人の法廷支持者が「上官侮辱罪」で投獄されて12月に処刑された。他の証人らも恐れをなして前言を翻した。新たな裁判官の尚書某（文書において名は伏せられている）は、お前は謀反をたくらんだのだと言わんばかりの態度で、少年を尋問した。少年は憤怒し、「私にそんな考えは全くない、肉親に会いにきただけだ。今更問答無用、私を殺せ」と言った。長平公主は泣きながらも少年が太子だとして自分の主張を曲げず、周奎に強く平手打ちされた。
少年は銭鳳覧と共に投獄され、12月に銭鳳覧が処刑された。少年は一度は死罪を免れ、太医院に軟禁された。しかしその後、邵八ら一部の北京市民が太子救出を名目として暴動を起こし、その指導者らが処刑された。順治3年4月10日（1646年5月24日）、少年も密かに処刑された。

### 史書における記録
正史である『明史』（1739年完成）では、太子は李自成軍の敗走時における混乱の中で行方不明になったとされている。南京に現れた太子は偽物とされており、北京での事件に関する記述はない。しかし『清世祖実録』『清史稿』や多くの外史で、北京での事件についても詳述されている。